# باروك إيفتشر
باروك إيفتشر (بالعبرية: ברוך איבצ'ר‏) هو رجل أعمال إسرائيلي يعيش في البيرو . كان إيفتشر أحد أكبر المساهمين في محطة التلفزيون البيروفية فريكوينسيا لاتينا . أمر الرئيس البيروفي ألبرتو فوجيموري بتجريد إيفشر من جنسيته البيروفية عندما كشف برنامج التحقيق التابع للمحطة كونترابونتو فساد الحكومة .

## حياته الباكرة
ولد إيفتشر في الخضيرة بإسرائيل. افتتح مكتب محاماة في الخضيرة عام 1970 بعد تخرجه من كلية الحقوق في الجامعة العبرية في القدس. انتقل للعيش في ليما في البيرو حيث افتتح مع شقيقه مناحيم مصنعًا للمراتب ، يُدعى Productos Paraiso ، وهو الآن أكبر شركة مفروشات في بيرو.

## ملكية وسائل الإعلام
حصل إيفشر على الجنسية البيروفية تماشياً مع قانون ساري المفعول في ذلك الوقت لا يُسمح بموجبه للأجانب بامتلاك قناة إذاعية أو تلفزيونية في بيرو. في عام 1996 ، بدأت محطة إيفشر التلفزيونية ، القناة الثانية ، بث تقارير استقصائية تتهم فلاديميرو مونتيسينوس ، رئيس جهاز المخابرات الوطنية في بيرو ، بصلاته بفرق الموت وتجار المخدرات. بعد محاولات لرشوته ودفع 19 مليون دولار له للسماح للحكومة بمراقبة البرنامج ، تم سحب الجنسية من إيفتشر و تعرض للنفي.
في يوليو 1997 ، تم رفع القضية إلى لجنة الدول الأمريكية لحقوق الإنسان ، والتي دعت حكومة بيرو إلى التوقف عن مضايقة إيفتشر وانتهاك حريته في التعبير ، وإعادته إلى منصب رئيس ومدير القناة 2 ، وتعويضه عن اتهامات باطلة ضده.